# Coup de main aux Philippines
Série Black Cobra
Black Cobra 2
(1989) Détective Malone
(1991)
Pour plus de détails, voir Fiche technique et Distribution.
Coup de main aux Philippines (The Black Cobra 3) est un film d'action italien d'Edoardo Margheriti, sorti en 1990.
C'est le troisième de la série de quatre films mettant en scène le détective Robert Malone. Comme dans le deuxième épisode, l'intrigue de ce film est situé aux Philippines.

## Fiche technique
Sauf indication contraire, les informations mentionnées dans cette section peuvent être confirmées par la base de données cinématographiques IMDb,  présente dans la section « Liens externes ».
- Titre français : Coup de main aux Philippines ou Opération Cobra[1]
- Titre original italien : The Black Cobra 3
- Réalisation : Edoardo Margheriti
- Scénario : Paul Costello, Edoardo Margheriti
- Photographie : Volfango Alfi
- Montage : Alessandro Lucidi (it)
- Effets spéciaux : Antonio Margheriti, Silvano Scasseddu
- Musique : Piero Montanari
- Décors : Joey Luna
- Production : Luciano Appignani
- Sociétés de production : Immagine S.r.l.
- Pays de production :  Italie
- Langue originale : anglais
- Format : Couleurs - 1,66:1 - Son mono - 35 mm
- Genre : Action - aventures
- Durée : 92 minutes (1 h 32)
- Date de sortie :
  - Japon : 21 décembre 1990

## Distribution
- Fred Williamson : Lt. Robert Malone
- Forry Smith : Lt. Greg Duncan
- Debra Ward : Tracy Rogers
- David Light : Jackson
- Kelly Wicker
- Ned Hourani : Charlie Hopkins
- Buddy Norton : Lawrence Brennan
- Mike Monty : Capt. Phillips
- Edward Santana : Capt. Marton
- Maria Isabel Lopez : Sioni